# Adria Media Group
 (транскр.  Адрија медија групa) је медијска компанија. Основана је 2004. године и у власништву је Игора Жежеља од 28. децембра 2018. године. Пре Жежеља, власник компаније био је бизнисмен Александар Родић.

## Историја
Групација се састоји од четири компаније: Adria Media Group Beograd (као матична компанија) и три правно повезане компаније  Adria Media Zagreb, Adria Media Magazine doo и Admatic Media doo.
Adria Media Zagreb, такозвана фабрика садржаја, позиционирана је као тржишни лидер у сегменту магазина у Хрватској.
Групација је претежно у издавачкој делатности и регионални је лидер у медијског индустрији. Према подацима са сајта, AMG има више од 620 запослених, мултимедијални портфолио укључује 31 штампано издање, 29 дигиталних, 39 YouTube канала и једну телевизију. AMG је члан Asocijacija medija Srbije. Према Google аналитици, AMG има око 34 милиона јединствених посета и 987 милиона прегледа страница месечно. Групација има више од 2,8 милиона пратилаца на званичним профилима својих издања на Фејсбук друштвеној мрежи.
Александар Родић је дуго тражио новог пословног партнера, који би обезбедио стабилност компанији, која је запала у озбиљне финансијске проблеме након отвореног сукоба са председником Србије Александром Вучићем. AMG су месецима били блокирани рачуни и онемогућено нормално пословање. Преговори око продаје компаније трајали су скоро две године.
Кровни уговор о продаји AMG је потписан 1. октобра 2018. године. AMG је тада постигла договор о стратешком партнерству са предузећем Wireless Media, у власништву Игора Жежеља и порталом Mondo, који је некад био у власништву државног предузећа Телеком Србија. Ову чињеницу неки користе како би приказали да је држава посредно опет ушла у власништво медија.
Компанија Mondo Inc. званично је постала 28. децембра 2018. године власник 100 одсто удела Adria Media Group (AMG), а одлука о промени власништва објављена је 4. јануара 2019. на сајту Агенције за привредне регистре (АПР). Уместо Родића, као нови власници уписани су Жежељ и Привредно друштво за пружање телекомуникационих услуга „Mondo Inc.”. Јавности остаје непозната цена ове трансакције, јер ниједан документ из купо-продаје није јавно доступан.
Повезаност Игора Жежеља, портала Мондо и Телекома Србије отворила је сумњу да је држава преко Телекома ушла у власништво Адриа Медиа Гроуп, након куповине кабловских оператора Коперникус, Радијус вектор и АВцом. Ова информација је незванично демантована за БИРН из врха Телекома.